# Парціальний фактор швидкості
Парціальний фактор швидкості (англ. partial rate factor) — швидкість реакції заміщення в певному положенні в ароматичній сполуці з даним замісником (Z), віднесена до швидкості заміщення в молекулі бензену, пр., парціальний фактор швидкості tp/Z для пара-заміщення в монозаміщеному бензені PhZ є відношення констант kPhZ та kPhH з врахуванням усіх 6 рівнозначних положень у молекулі бензену (PhH): tp/Z = 0.06 kPhZ /kPhH (% пара);
для мета-, відповідно: tm/Z = 0.03 kPhZ / kPhH (% мета).
Термін початково запропонований для реакції в іпсо-положенні, тепер поширений на випадок паралельних реакцій одного реагента з різними центрами, якщо такі реакції відбуваються за однаковими кінетичними законами.